# Theobald V av Blois
Theobald V av Blois, född 1130, död 1191, var regerande greve av Blois från 1152 till 1191. 